# Prazepam
Il prazepam è un derivato benzodiazepinico farmacologicamente inattivo. Il suo principale metabolita, il desmetildiazepam o nordazepam (metabolita comune al diazepam), è il responsabile delle attività neurofarmacologiche.

Il prazepam presenta un inizio d'azione lento (4-48 ore) a causa del rilascio ritardato del metabolita attivo. Nel contempo si caratterizza per una lunga durata della attività dovuta alla lunga emivita del metabolita (40-100 ore).
Queste caratteristiche garantiscono una certa protezione nei confronti di un possibile abuso e rendono la benzodiazepina adatta all'assunzione unica giornaliera.
Il demetildiazepam, analogamente ad altri derivati benzodiazepinici, possiede proprietà sedative, ansiolitiche, rilassanti muscolari e anticonvulsivanti che vengono mediate attraverso recettori specifici per le benzodiazepine localizzati a livello del sistema limbico, della corteccia cerebrale e del nucleo talamico.

## Farmacocinetica
Dopo somministrazione orale, il prazepam subisce un esteso metabolismo da primo passaggio epatico (> 95%) con formazione, per dealchilazione, soprattutto di demetildiazepam o nordazepam che è il principale responsabile dell'attività farmacologica della benzodiazepina.
Le concentrazioni plasmatiche massime di demetildiazepam vengono raggiunte circa 6 ore dopo la somministrazione, anche se, come per l'emivita che è di 30-200 ore, sono state riportate notevoli variazioni interindividuali.
Il demetildiazepam si lega alle proteine plasmatiche per il 97% e si distribuisce rapidamente ed ampiamente nell'organismo (volume di distribuzione di 0,5-2,5 l/kg).
Sia dal prazepam che dal demetildiazepam si formano dei 3-idrossi-derivati, il 3-idrossiprazepam e l'oxazepam. Questi metaboliti vengono rapidamente inattivati attraverso un processo di coniugazione con acido glucuronico (deboli effetti clinici) e costituiscono i principali prodotti di eliminazione urinaria del prazepam. Infatti nelle urine si ritrovano solo tracce di demetildiazepam e di farmaco immodificato.
È stato dimostrato che la cimetidina ritarda la clearance del farmaco.
Il demetildiazepam attraversa la placenta e si ritrova nel latte materno.

## Tossicologia
I valori delle DL50, dopo somministrazione orale, sono di 2 000 mg/kg nel topo e di 4 000 mg/kg nel ratto.

## Usi clinici
Il prazepam è impiegato nel trattamento degli stati ansiosi e di tensione emotiva di varia natura, anche associati ad altre patologie.
La benzodiazepina è inoltre utilizzata come sedativo nell'induzione dell'anestesia, nel controllo degli spasmi muscolari e nel trattamento delle crisi d'astinenza da alcool.

## Effetti collaterali ed indesiderati
Il prazepam può causare sedazione, sonnolenza, atassia, visione offuscata.
Questi effetti si possono verificare dopo l'assunzione di una dose singola o di dosi ripetute e talvolta possono perdurare per più di 24 ore.
In letteratura sono state descritte alcune reazioni psicologiche abnormi quali eccitazione, confusione e aggressività.
Secondo alcuni autori il prazepam causerebbe, in particolare all'inizio del trattamento e specialmente in regime di assunzioni frazionate, effetti collaterali meno numerosi e più lievi rispetto al diazepam.
Il farmaco causa una dipendenza simile a quella delle altre benzodiazepine a lunga durata d'azione. Questa viene esacerbata quando si ricorre ad elevati dosaggi, soprattutto per lunghi periodi, in pazienti con precedenti di alcoolismo o di abuso di farmaci e in quelli con gravi disturbi della personalità.
Nei soggetti con elevata probabilità di dipendenza, l'interruzione della somministrazione della benzodiazepina deve essere graduale al fine di evitare che si manifesti una crisi d'astinenza.
La tipica crisi d'astinenza è caratterizzata da depressione, eretismo, insonnia rebound, irritabilità, sudorazione profusa, diarrea e, nei casi più gravi, confusione, psicosi tossiche e convulsioni.

## Controindicazioni
Il prazepam è controindicato in soggetti affetti da insufficienza polmonare acuta, depressione respiratoria, stati fobici o ossessivi, psicosi croniche, miastenia gravis, sensibilità nota alle benzodiazepine.
Il farmaco non deve essere impiegato inoltre in pazienti con glaucoma ad angolo acuto.
Il farmaco è controindicato anche in caso di gravidanza poiché il demetildiazepam attraversa la placenta e può accumularsi nel neonato, anche se la madre sta assumendo dosi basse. Ne è sconsigliato l'utilizzo anche nel corso dell'allattamento.

## Dosi terapeutiche
Nel trattamento dell'ansia la dose consigliata è pari a 30 mg/die per via orale in unica assunzione notturna o in dosi refratte. Negli stati d'ansia più marcati si possono impiegare dosaggi fino a 60 mg/die.
Negli anziani e nei pazienti debilitati è consigliato iniziare il trattamento con dosi giornaliere più basse, intorno ai 10–15 mg/die, valutandone l'efficacia fino a raggiungere un dosaggio personalizzato.

## Avvertenze
Non si consiglia l'impiego del farmaco nei neonati, mentre negli anziani si raccomanda di ridurre alla metà o ad un terzo le dosi usuali.
I soggetti in trattamento con prazepam debbono evitare di svolgere attività che richiedono attenzione e prontezza di riflessi.
In caso di intossicazione acuta da prazepam la sintomatologia ed il trattamento sono gli stessi di quelli relativi alla intossicazione da diazepam.
Come per il diazepam, il prazepam può potenziare gli effetti di farmaci ad attività centrale come neurolettici, tranquillanti, antidepressivi, ipnotici, analgesici ed anestetici generali.
I pazienti in terapia con prazepam dovrebbero astenersi dall'assumere bevande alcooliche.